# Ивантеевское муниципальное образование (Саратовская область)
Ивантеевское муниципальное образование — сельское поселение в Ивантеевском районе Саратовской области Российской Федерации.
Административный центр — село Ивантеевка.

## История
Статус и границы сельского поселения установлены Законом Саратовской области от 29 декабря 2004 года № 114-ЗСО «О муниципальных образованиях, входящих в состав Ивантеевского муниципального района».

## Население
| 2010  | 2011  | 2012  | 2013  | 2014  | 2015  | 2016  |
| ----- | ----- | ----- | ----- | ----- | ----- | ----- |
| 6273  | ↘6253 | ↘6142 | ↘6087 | ↘5954 | ↘5844 | ↘5742 |
| 2017  | 2018  | 2019  | 2020  | 2021  |       |       |
| ↘5668 | ↘5623 | ↘5516 | ↘5412 | ↘5329 |       |       |

## Состав сельского поселения
| № | Населённый пункт | Тип населённого пункта       | Население |
| - | ---------------- | ---------------------------- | --------- |
| 1 | Ивантеевка       | село, административный центр | ↘5269     |
| 2 | Мирный           | посёлок                      | ↘60       |